# Ghisolabella
condussi a far la voglia del marchese,
come che suoni la sconcia novella.»
(Inf. XVIII, 55-57)
Ghisolabella (fl. XIII secolo) era la sorella di Venedico Caccianemico, importante politico bolognese del XIII secolo.
Di essa si hanno scarsissime notizie storiche, si sa solo che sposò Niccolò Fontana e che morì dopo il 1281.
La sua celebrità deriva da una "sconcia novella" citata da Dante Alighieri nel Canto XVIII dell'Inferno (vv. 55-57), dove il poeta fiorentino immagina di trovare Venedico tra i ruffiani. Egli racconta il peccato che l'ha dannato all'Inferno, cioè il mercimonio che lo ha spinto a far prostituire la sorella dal Marchese.
Il Marchese è sicuramente quello estense di Ferrara, ma se si tratti di Obizzo II o di Azzo VIII non è dato a sapere, mancando una qualsiasi fonte d'archivio sulla vicenda, che non rientrava tra quelle notizie da annotare per i posteri. L'unica cosa che sappiamo è che Venedico cercò di ingraziarsi gli Este in vari modi, sperando di ottenere favori da loro: suo figlio per esempio sposò la figlia di Azzo VIII.